# Cantó de Saint-Leu-1
El cantó de Saint-Leu-1 és un cantó de l'illa de la Reunió, regió d'ultramar francesa de l'oceà Índic. Correspon a una fracció de la comuna de Saint-Leu.

## Història
| Data d'elecció | Identitat            | Partit |
| -------------- | -------------------- | ------ |
| 2001 - 2008    | Roger-Simon Deguigné |        |
| 2008 -         | Thierry Robert       | MoDem  |